# Adelaide
Adelaide (/ˈædɪleɪd/) je najnaseljeniji grad i glavni grad australske države Južna Australija. Adelaide je peti grad po velični u Australiji i ima 1.158.259 stanovnika (2007.g.). Grad je smješten na obali Indijskog oceana. Grad je osnovan 1836. g., a ime je dobio prema Kraljici Adelaide koja je bila supruga engleskog kralja Williama IV.
U Australiji Adelaide je poznat kao centar umjetničkih, kulinarskih i vinarskih vještina  - The Festival State. Zbog velikog broja crkvenih građevina Adelaide zovu i 'grad crkvi' ili The City of Churches. Od industrije važna je proizvodnja automobila, vinarsko prehrambena industrija, vojna industrija kao što je gradnja podmornica za mornaricu, raznovrsna elektronička industrija te naravno turizam.
Adelaide je izrazito dobro planiran grad i po nekim mjerilima možda i najbolje planirani grad na svijetu. Osnovni plan grada je napravio tada vrlo mlad engleski pukovnik Light kojeg je bolest tuberkuloza tu slučajno dovela zbog suhog zraka. Light je projektirao grad po vojničkim idealima tog vremena pa su današnje prostrane zelene zone i koridori ustvari planirani kao vojni opkopi i kanali za obranu od ruske opasnosti. Igrom slučaja je Adelaide postao glavnim gradom Južne Australije umjesto Port Lincolna koji je za ono vrijeme a vjerojatno i danas imao više prednosti.
Klima je izrazito suha s dugim vrelim ljetima i vrlo blagom zimom gotovo bez temperatura ispod nule. Nedostatak vode je zadnjih godina dosegao dramatične razmjere i ima sve veći negativni utjecaj na inače vrlo lijepo uređene i održavane zelene površine.

## Galerija
- Gradsko područje
- Najviša zgrada u Adelaide centru
- Zgrada parlamenta Južne Australije
- podmornice koje se grade u Adelaideu

## Povezano
- Zoološki vrt Adelaide